# Гуськов Анатолій Михайлович
Анато́лій Миха́йлович Гусько́в (3 вересня 1914, місто Москва, тепер Російська Федерація — 23 грудня 2005, місто Москва, тепер Російська Федерація) — радянський діяч органів держбезпеки, міністр внутрішніх справ Азербайджанської РСР, голова КДБ при Раді міністрів Азербайджанської РСР, генерал-майор. Депутат Верховної ради СРСР 4-го скликання.

## Біографія
Народився в родині робітника-текстильника. У лютому 1929 — березні 1931 року — учень токаря школи фабрично-заводського учнівства (ФЗУ) заводу «Моселектрик» у Москві. У березні 1931 — липні 1932 року — токар по металу заводу «Моселектрик» у Москві.
З липня 1932 до 1937 року — студент Московського нафтового інституту.
У квітні 1937 — червні 1938 року — черговий інженер, у червні — вересні 1938 року — начальник цеху, у вересні 1938 — серпні 1939 року — головний інженер заводу «Крекінг» міста Бердянська Запорізької області.
У серпні 1939 — травні 1940 року — курсант Вищої школи НКВС. У травні 1940 року направлений у відрядження до Литви як розвідник-нелегал, діяв під прикриттям співробітника литовської політичної поліції.
22 жовтня 1940 — березень 1941 року — заступник начальника Зарасайського повітового відділу НКВС Литовської РСР. У березні — червні 1941 року — начальник Біржайського повітового відділу НКВС Литовської РСР.
У липні — вересні 1941 року — начальник особливого відділу НКВС СРСР 269-ї стрілецької дивізії Брянського фронту. У жовтні 1941 — 1942 року — начальник особливого відділу НКВС СРСР 307-ї стрілецької дивізії Брянського фронту.
Член ВКП(б) з лютого 1942 року.
До липня 1942 року — начальник особливого відділу НКВС СРСР 3-ї стрілецької бригади військ НКВС. У липні 1942 — листопаді 1943 року — начальник особливого відділу НКВС — начальник відділу контррозвідки СМЕРШ Грозненського особливого оборонного району. У листопаді 1943 — квітні 1944 року — начальник відділу контррозвідки СМЕРШ Грозненської дивізії військ НКВС. У квітні — травні 1944 року — начальник відділу контррозвідки СМЕРШ  8-ї Грозненської стрілецької дивізії внутрішніх військ НКВС.
У травні 1944 — серпні 1945 року — начальник відділу контррозвідки СМЕРШ Управління військ НКВС з охорони тилу 3-го Білоруського фронту. У серпні 1945 — січні 1946 року — начальник відділу контррозвідки СМЕРШ Управління військ НКВС з охорони тилу Південної групи військ.
З 7 лютого 1946 по травень 1947 року — начальник 11-го відділення відділу контррозвідки СМЕРШ (відділу контррозвідки МВС СРСР).
З травня 1947 до 1948 року — начальник кафедри спецдисциплін Вищої офіцерської школи МВС СРСР. У 1948—1949 роках — заступник начальника відділу заочного навчання Вищої офіцерської школи МВС. З 1949 до 3 лютого 1950 року — заступник начальника Вищої офіцерської школи МВС СРСР у Москві.
3 лютого — 12 жовтня 1950 року — начальник 4-го відділу управління кадрів МВС СРСР.
12 жовтня 1950 — 7 грудня 1951 року — начальник Управління МВС по Горьковській області.
19 грудня 1951 — 10 грудня 1952 року — інструктор сектора МВС адміністративного відділу ЦК ВКП(б). 10 грудня 1952 — 13 травня 1953 року — заступник завідувача сектора кадрів Головного управління спеціальної служби підвідділу кадрів МДБ і МВС адміністративного відділу ЦК КПРС. 13 травня — 29 липня 1953 року — інструктор сектора органів МВС відділу адміністративних і торгово-фінансових органів ЦК КПРС.
29 липня 1953 — 30 березня 1954 року — міністр внутрішніх справ Азербайджанської РСР.
30 березня 1954 — вересень 1956 року — голова КДБ при Раді міністрів Азербайджанської РСР.
У вересні 1956 — 12 червня 1959 року — заступник начальника 3-го головного управління (військова контррозвідка) КДБ при РМ СРСР. 12 червня 1959 — 5 лютого 1960 року — начальник 3-го головного управління КДБ при РМ СРСР. 5 лютого 1960 — 19 лютого 1963 року — начальник 3-го управління КДБ при РМ СРСР.
19 лютого 1963 — липень 1970 року — начальник особливого відділу КДБ по Московському військовому округу. 21 жовтня 1970 року звільнений у відставку за віком.
З 1970 року — на пенсії в Москві. Помер 23 грудня 2005 року в місті Москві. Похований на Троєкурівському цвинтарі.

## Звання
- лейтенант державної безпеки (29.06.1940)
- старший лейтенант державної безпеки (17.02.1942)
- майор державної безпеки (11.02.1943)
- підполковник державної безпеки (27.02.1945)
- полковник (10.07.1950)
- генерал-майор (14.01.1956)

## Нагороди
- два ордени Червоного Прапора (10.06.1945, 18.12.1956)
- два ордени Вітчизняної війни І ст. (16.09.1945, 11.03.1985)
- чотири ордени Червоної Зірки (1942, 14.09.1943, 5.11.1954, 19.12.1967)
- 29 медалей
- знак «Почесний співробітник держбезпеки»